# Brisbane Roar FC
A Brisbane Roar Football Club egy 1957-ben alapított ausztrál labdarúgócsapat, mely női szakosztállyal is rendelkezik. Székhelye Brisbaneben található. A klub színei: narancs és fekete. Hazai mérkőzéseit a Suncorp Stadiumban játssza.

## Sikerlista
- A-League: 2

2010–11, 2013–14
- A-League rájátszás: 3

2011, 2012, 2014

## Jelenlegi keret
2017. június 21-i állapot szerint
| #  |     | Poszt | Név                 |
| -- | --- | ----- | ------------------- |
| 1  | AUS | K     | Michael Theo        |
| 3  | AUS | V     | Luke DeVere         |
| 4  | AUS | V     | Daniel Bowles       |
| 5  | AUS | V     | Corey Brown         |
| 6  | GRE | V     | Avraám Papadópulosz |
| 7  | DEN | KP    | Thomas Kristensen   |
| 8  | AUS | KP    | Jacob Pepper        |
| 10 | AUS | KP    | Brett Holman        |
| 13 | AUS | V     | Jade North          |

| #  |     | Poszt | Név                  |
| -- | --- | ----- | -------------------- |
| 17 | AUS | KP    | Matt McKay           |
| 19 | AUS | V     | Jack Hingert         |
| 20 | AUS | CS    | Shannon Brady        |
| 21 | ENG | K     | Jamie Young          |
| 24 | AUS | V     | Connor O'Toole       |
| 25 | AUS | V     | Kye Rowles           |
| 26 | AUS | CS    | Nicholas D'Agostino  |
| 29 | AUS | KP    | Joe Caletti          |
| –  | TUN | CS    | Fahid Ben Khalfallah |

## Csapatkapitányok
| Név         | Évek    |
| ----------- | ------- |
| Chad Gibson | 2005–07 |
| Craig Moore | 2007–09 |
| Matt McKay  | 2009–11 |
| Matt Smith  | 2011–14 |
| Matt McKay  | 2014–   |